# Pieter Leima
Pieter Leima (Hornhuizen, 4 maart 1851 - aldaar, 30 juli 1913) was een Nederlands bestuurder. 
Leima werd in 1892 burgemeester van Kloosterburen, nadat hij eerst zo’n tien jaar gemeenteraadslid en vanaf 1890 wethouder was. Naast zijn burgemeesterschap was hij actief in de paardenfokkerij. Na een kort ziekbed van drie dagen overleed burgemeester Leima op 30 juli 1913 op 62-jarige leeftijd. Hij ligt begraven op de gemeentelijke begraafplaats Hornhuizen naast de kerk. 